# Бялогардский повет
Бялогардский повет (пол. Powiat białogardzki) — повет (район) в Польше, входит как административная единица в Западно-Поморское воеводство. Центр повета — город Бялогард. Занимает площадь 845 км². Население — 48 041 человек (на 31 декабря 2017 года).

## Административное деление
- города: Бялогард, Карлино, Тыхово
- городские гмины: Белогард
- городско-сельские гмины: Гмина Карлино, Гмина Тыхово
- сельские гмины: Гмина Бялогард

## Демография
Население повета дано на 31 декабря 2017 года.
| Перепись            | Всего | Мужчины | Женщины |
| ------------------- | ----- | ------- | ------- |
| Всего               | 48081 | 23579   | 24462   |
| Городское население | 32813 | 15791   | 17022   |
| Сельское население  | 15228 | 7788    | 7440    |

Браки и разводы (за 2017 год)
| Показатель | Всего | на 1000 чел. |
| ---------- | ----- | ------------ |
| Браков     | 243   | 5,05         |
| Разводов   | 91    | 1,89         |

Естественное движение населения (за 2017 год)
| Показатель              | Всего | на 1000 чел.            |
| ----------------------- | ----- | ----------------------- |
| Рождений                | 448   | 9,3                     |
| Смертей                 | 515   | 10,7                    |
| Натуральный прирост     | -67   | -1,39                   |
| Младенческая смертность | 1     | 2,23 (на 1000 рождений) |

Миграция населения (за 2017 год)
| Показатель             | Прибыло | Выбыло | Сальдо |
| ---------------------- | ------- | ------ | ------ |
| Внутренняя миграция    | 601     | 708    | -107   |
| Международная миграция | 19      | 16     | 3      |
| Всего                  | 620     | 724    | -104   |

Общее сальдо миграции на 1000 чел. за 2017 год:  -2,16
| Тип гмины         | Название гмины | Население | % от общего | Место в Польше | Площадь (км²) | % от общего | Место в Польше | Число солецтв | Плотность населения |
| ----------------- | -------------- | --------- | ----------- | -------------- | ------------- | ----------- | -------------- | ------------- | ------------------- |
| Городская         | Бялогард       | 24 368    | 50,7        | 255            | 25,73         | 3,0         | 2191           | ——            | 947                 |
| Городско-сельская | Карлино        | 9182      | 19,1        | 947            | 141,03        | 16,7        | 773            | 15            | 65                  |
| Сельская          | Бялогард       | 7682      | 16,0        | 1167           | 328,25        | 38,8        | 68             | 33            | 23                  |
| Городско-сельская | Тыхово         | 6809      | 14,2        | 1321           | 350,45        | 41,5        | 48             | 19            | 19                  |